# Sevil Shhaidehová
Sevil Shhaidehová (nepřechýleně Sevil Shhaideh; * 4. prosince 1964, Constanţa) je rumunská politička a ekonomka. V minulosti zastávala po dobu šesti měsíců post ministryně pro místní rozvoj.

## Život
Ke konci roku 2016 se o ní hovořilo jako o možné vůbec první rumunské premiérce, avšak prezident Klaus Iohannis její nominaci zavrhl s odůvodněním, že nemá žádné politické zkušenosti.
Je muslimkou turkotatarského původu, jejím manželem je Akram Shhaideh, v Rumunsku naturalizovaný Syřan.